# Hello Venus
Le Hello Venus (헬로비너스?; stilizzato come HELLOVENUS) sono state un gruppo musicale sudcoreano formatosi a Seul nel 2012.
Il gruppo è nato come joint venture tra la Pledis Entertainment e la Fantagio Music e consiste di sei membri.
Il progetto nasce nel 2012 (anno di debutto del gruppo con Venus) e termina nel 2014, con la fine decretata dalle due agenzie e il ritorno di Yoo Ara e Shin Yoon-jo presso la Pledis.
Il gruppo continua comunque l'attività aggiungendo Seo-young e Yeoreum ai quattro membri rimasti.
Il gruppo si scioglie definitivamente nel 2019.

## Formazione
Attuale
- Alice (앨리스)
- Nara (나라)
- Lime (라임)
- Lee Seo-young (이서영)
- Lee Yoo-young (이유영)
- Yeoreum (여름)

Ex membri
- Yoo Ara (유아라)
- Shin Yoon-jo (신윤조)

## Discografia
EP
- 2012 - Venus
- 2012 - What Are You Doing Today? (오늘 뭐해?)
- 2013 - Would You Stay For Tea? (차 마실래?)
- 2015 - I'm Ill (난 예술이야)
- 2017 - Mystery of Venus

Album singoli
- 2014 - Sticky Sticky (끈적끈적)
- 2015 - Wiggle Wiggle (위글위글)

Live Album
- 2013 - Hello Venus Live Album 2013

Singoli
- 2012 - Venus
- 2012 - Like a Wave
- 2012 - What Are You Doing Today?
- 2012 - Romantic Love
- 2013 - Would You Stay For Tea?
- 2014 - Sticky Sticky
- 2015 - Wiggle Wiggle
- 2015 - I'm Ill
- 2016 - Glow
- 2016 - Paradise
- 2016 - Runway
- 2017 - Mysterious